# Mamer
Mamer (luxemburguès Mamer) és una comuna i vila a l'est de Luxemburg, que forma part del cantó de Capellen. Comprèn les viles de Capellen, Holzem i Mamer.

## Població
| Nacionalitat   | Població | %      |
| -------------- | -------- | ------ |
| luxemburguesos | 3.713    | 54,98% |
| Forasters      | 3.040    | 45,02% |
| - portuguesos  | 546      | 8,09%  |
| - francesos    | 435      | 6,44%  |
| - italians     | 438      | 6,49%  |
| - belgues      | 484      | 7,17%  |
| - alemanys     | 243      | 3,60%  |
| - iugoslaus    | 48       | 0,71%  |
| - altres       | 846      | 12,53% |

## Evolució demogràfica
| Any        | Població |
| ---------- | -------- |
| 15/02/2001 | 6.753    |
| 01/01/2002 | 6.767    |
| 01/01/2003 | 6.783    |
| 01/01/2004 | 6.729    |
| 01/01/2005 | 6.823    |

## Personatges il·lustres
- Joseph Barthel, campió olímpic d'atletisme el 1952.
- Nicolas Frantz, ciclista, guanyador del Tour de França de 1927 i 1928.